# Cheilopallene coralliophila
Cheilopallene coralliophila is een zeespin uit de familie Callipallenidae. De soort behoort tot het geslacht Cheilopallene. Cheilopallene coralliophila werd in 1992 voor het eerst wetenschappelijk beschreven door Muller. 